# 부킷 티마
부킷 티마(Bukit Timah, 武吉知马)는 싱가포르의 중심부에 있는 언덕으로, 해발 163.63m로서, 싱가포르의 최고 지점이다.
주변에는 싱가폴 도시 재개발 국(市区重建局, Urban Redevelopment Authority)관할의 계획지구(Bukit Timah Planning Area,武吉知马规划区)가 있으며, 싱가포르 중심지구, 중앙상업지구에서 불과 10km(6마일)떨어져 있다. 부킷 티마계획지구는 부킷 티마 또는 우편번호 11구역(District 11)으로 불리기도 한다.
서양식 건물이 많은 지역이다.

## 유래
말레이어로, “주석 언덕(锡丘)”이라는 뜻이다. Bukit은 언덕, Timah는 주석(锡)을 뜻한다. 1828년 Frankin 및 Philip Jackson이 제작한 지도에 이미 분명하게 Bukit Timah라고 위치가 나타난다. 그 지도에는 부킷 티마 산(武吉知马山)은 두 개의 언덕으로 되어 있으며, 서남쪽은 커랑즈 하천(克兰芝河)이 시작하는 곳으로 되어 있다.
부킷 티마에는 사실 광산이 없기에, 본래 말레이어의 명칭은 Bukit Timah가 아니라, Bukit Temak으로 「Temak나무가 풍성한 언덕」이라는 의미였다. 서양인에게 'Temak'이라는 발음이 'Timah'와 비슷하게 들렸기에, 현재의 Bukit Timah로 변경된 것이다. timah는 흔한 말레이 여성 이름인 Fatimah를 줄여서 쓴 것이라고도 한다.
언덕에 오르는 신작로는 1843년 12월 완공되었다.
타밀어로는 eyam malai (주석 언덕, 锡丘)라고 불리며, 말레이어를 직역한 이름이다.

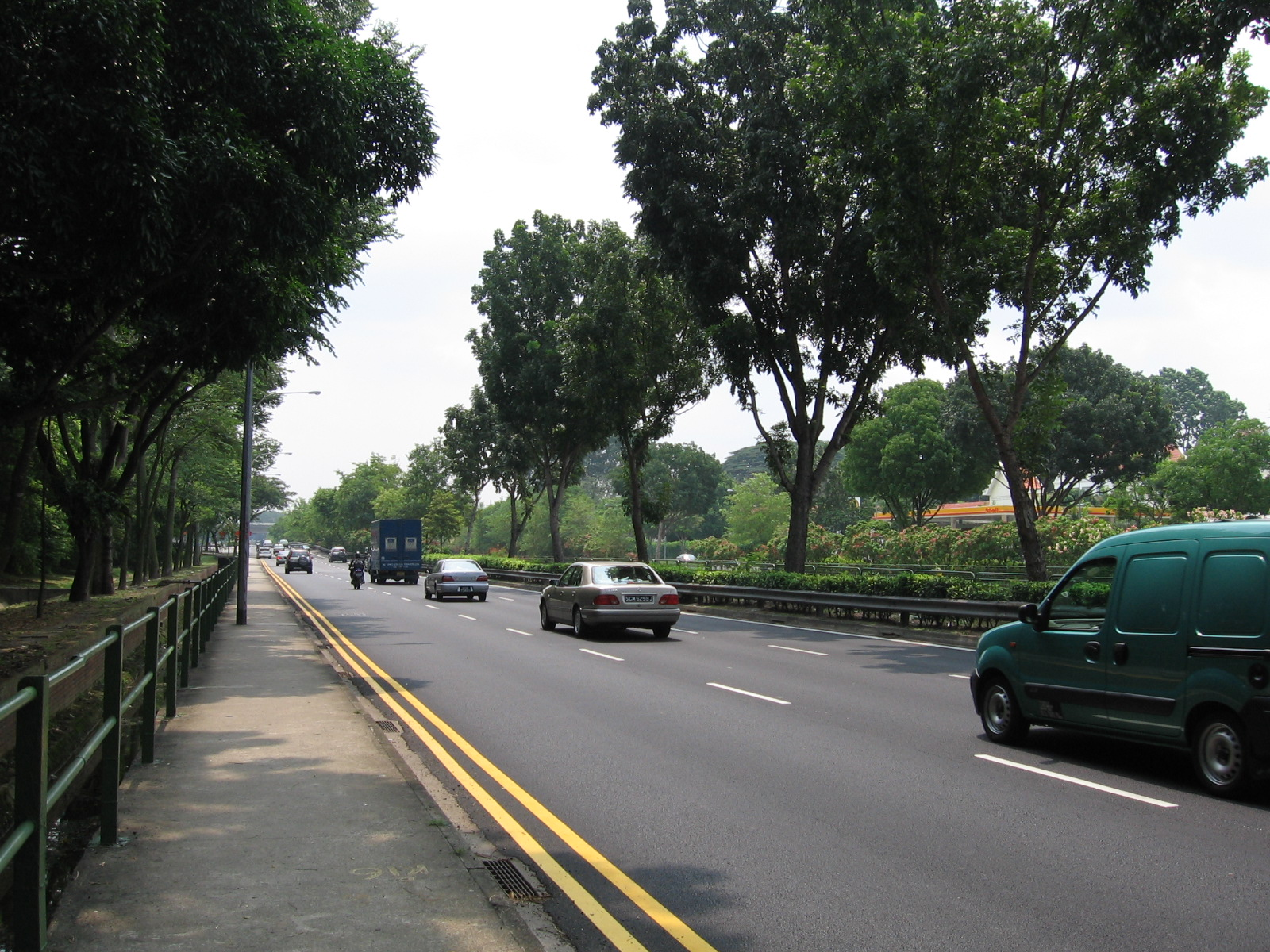
부킷 타마 로드는 싱가포르에서 일찍 닦인 도로 중의 하나이다.

총 길이25km의 부킷 타마 로드는 남에서 북으로 가는, 싱가포르에서 가장 긴 도로이다. 당시에는 호랑이가 있어서 통행인의 안전을 위해 많은 제한이 있었다. 1860年 이곳에서 200명이 호랑이에게 물려 죽은 일이 있었다. 길 남단부에는 민난어로 tek kha kang a kinn(竹脚港仔墘)이라고 불리는 곳이 있었다. Whitley, Wayang Satu 및 부킷 타마 로드는 서로 다른 이름이다. 싱가포르의 복건성 출신 민남인은 be chia lo bue(马车路尾)라고 부르기도 했는데 마차(马车) 길의 끝머리”라는 뜻이다.
2차대전 때는 영국군(호주、인도、및 성화의용군(星华义勇军)을 포함)이 일본군과 싱가포르에서 최후의 전투를 벌인 곳이다., 1942년2月15日은 설날(음력 1월1일)이었으며, 동맹군은 말레이의 최고 사령관으로, 대영 말레이 육군 총사령관 Lt. Gen. A.E. Percival 중장은 부킷 티마에서 일본군 총사령관 山下奉文 중장에게 투항하였다.
일본군은 靖国신사를 언덕 위의 맥리즈 연못(麦里芝蓄水池)에 두고 쇼난신사(昭南神社)를 건설하였다(일본군이 점령시 싱가폴의 이름을 “쇼난 섬(昭南岛)”으로 개칭하였다.). 일본군은 두 곳에 전쟁기념비를 세웠다；하나는 전사한 일본군을 위해, 다른 하나는 싱가폴에서 희생된 영국군을 위해. 학생, 일본군, 영국군포로 대표 등은 특별한 날 그곳에서 묵념하였다.
일본군 투항 후, 영국군은 쇼난신사(昭南神社)를 제거하였다. 그 유적지는 현재 부킷 티마자연보호구역 및 군사제한구역 사이의 회색지대에 남아 있다. 싱가폴의 방송국 TCS의 “아! 싱가폴(嘿！新加坡)”시리즈 중 본 신사를 소개하는 내용이 담겨 있다.. 싱가폴 정부는 이후 “역사유적지”로 설정하였다.
현대에 들어 공장 및 고층 아파트가 농장 및 식물원을 대신하였다. 1960年代 및 1970年代에는 싱가포르의 주요 공업지역이 되었다.
1883年 설치된 부킷 티마의 자연보호구역으로 인해 주변 아파트 값이 높다.
유명한 학교들도 많다.
부킷 티마 상단(우편번호 21 구역)이 있으며, 말레이시아의 말레이 철도가 신산(新山)에서 탄종 파가(丹戎巴葛)까지 연결되어 있었다.

## 같이 보기
- 최고 고도순 나라 목록